# 11202 Teddunham
11202 Teddunham eller 1999 FA10 är en asteroid i huvudbältet som upptäcktes den 22 mars 1999 av LONEOS vid Anderson Mesa Station. Den är uppkallad efter astronomen Edward W. Dunham.
Asteroiden har en diameter på ungefär 10 kilometer och den tillhör asteroidgruppen Agnia.